# The Inner Shrine
The Inner Shrine è un film muto del 1917 diretto da Frank Reicher. La sceneggiatura di Beatrice DeMille e di Leighton Osmun si basa sull'omonimo romanzo di Basil King, pubblicato a New York nel 1909. Prodotto dalla Jesse L. Lasky Feature Play Company, aveva come interpreti Margaret Illington, Hobart Bosworth, Jack Holt, Elliott Dexter.

## Trama
Entrata in possesso della propria eredità, Diane Winthrop fa esattamente ciò che Derek Pruyn, il suo tutore, aveva temuto facesse: sposa il visconte d'Arcourt, uno squattrinato nobile francese. Dopo le nozze, il visconte torna a frequentare la sua amante e diventa palese che se ha sposato Diane l'ha fatto solo per i suoi soldi. Lei, allora, cerca conforto nel marchese de Bienville ma la loro amicizia a lui non è sufficiente. Una sera, riesce a trattenere Diane nel suo castello e le rovina la reputazione facendole passare lì la notte. Il fatto provoca un duello tra il visconte e il marchese, e d'Arcourt finisce per suicidarsi. Temendo di essere accusato di omicidio, de Bienville fugge dalla Francia, andando a rifugiarsi in Sudamerica. Lì incontra Derek, il tutore di Diane. L'uomo, colpito dalla febbre, parla nel delirio e così il marchese scopre che Derek è, da sempre, innamorato di Diane ma che, a causa della differenza di età, non ha mai osato dichiararle il suo amore. Quando Derek si ristabilisce, il marchese gli dice la verità sul suo rapporto con Diane, scagionandola completamente dai sospetti che aveva suscitato la famosa notte al castello. Derek ritrova la donna che ama, iniziando insieme a lei una nuova vita.

## Produzione
Il film fu prodotto dalla Jesse L. Lasky Feature Play Company.

## Distribuzione
Il copyright del film, richiesto dalla Jesse L. Lasky Feature Play Co., fu registrato il 14 giugno 1917 con il numero LP10911.
Distribuito dalla Paramount Pictures, il film uscì nelle sale statunitensi il 14 giugno 1917.
Non si conoscono copie ancora esistenti della pellicola che viene considerata presumibilmente perduta.